# 城南高校生徒会シリーズ
『城南高校生徒会シリーズ』（じょうなんこうこうせいとかいシリーズ）は、森生まさみによる日本の漫画作品。
白泉社の『LaLa』にて不定期に掲載された作品をまとめたもの。
県立城南高等学校の生徒会長・日下部圭子が、書記の林美緒、常連の角真琴と共に校内の事件などを解決する。

## シリーズ一覧
- Out set（『ララDX』1988年フレッシュX'masパーティー号 掲載）
- 生徒全員に告ぐ!（『ララ』1990年9月号 掲載）
- 学園ウィルス（『ララ』1991年1月号 掲載）
- ヒロイズム前線（『ララ』1991年6 - 8月号 連載）
- 特別課外報告せよ（『ララDX』1992年7月10日号 掲載）
- 生徒会長・ためらいの夏（単行本『つま先で恋をしよう』に描き下ろし）

## 登場人物
日下部 圭子（くさかべ けいこ）
城南高等学校史上初となる女子生徒会長。1年生の3学期に就任した。身長170cm、ボーイッシュで女子生徒からモテる。
林 美緒（はやし みお）
城南高等学校生徒会書記。圭子と同級生。天然でどこか抜けているが、真実を見抜いていることもある。成績は学年首席。
角 真琴（すみ まこと）
入学前に校内に侵入していた新1年生。生徒会役員は圭子と美緒以外は幽霊役員と化しており、生徒会の常連になる。美緒が名前を聞き違え、あだ名が「するめ」となった。明るく素直でいい子だが、遅刻の常習犯で成績が壊滅的に悪い。
押地 幸之助（おうち こうのすけ）
圭子の1級先輩。生徒会副会長（幽霊役員の1人）。生徒会長選の最有力候補だったが、圭子に大差で敗れた。
瓦餅（かわらもち）
生徒会の顧問。化学教師。
更子（さらこ）
保健室の養護教諭。瓦餅とは両想いのようなそうでないような微妙な仲。

## 書誌情報
森生まさみ 《花とゆめコミックス》 全2巻（絶版）
1. 『生徒全員に告ぐ!』 1991年5月発行、ISBN 4-592-12550-9
2. 『ヒロイズム前線』 1991年12月発行、ISBN 4-592-12576-2

森生まさみ 『生徒全員に告ぐ!』 《白泉社文庫》 全2巻
1. 2005年9月20日発行、ISBN 4-592-88619-4
  - 「理由は彼女にきいてくれ」収録
2. 2005年11月20日発行、ISBN 4-592-88620-8
  - 「眠れない恋の話」収録